# Lògica del díode
La lògica de díode (o lògica de díode-resistència ) construeix portes lògiques AND i OR amb díodes i resistències.
També cal un dispositiu actiu (tubs de buit als primers ordinadors, després transistors en lògica de díode-transistor) per proporcionar una inversió lògica (NO) per a la completesa funcional i l'amplificació per a la restauració del nivell de tensió, que la lògica de díode per si sola no pot proporcionar.
Com que els nivells de tensió es debiliten amb cada etapa lògica del díode, no es poden posar en cascada fàcilment diverses etapes, limitant la utilitat de la lògica del díode. Tanmateix, la lògica de díodes té l'avantatge d'utilitzar només components passius barats.

Circuit de díode que implementa OR en lògica activa-alta.

## Portes lògiques AND i OR de díodes
Cada entrada d'una porta lògica de díode es connecta a través d'un díode connectat a una sortida lògica per cable compartida. Depenent del nivell de tensió de cada entrada i la direcció del díode, cada díode pot estar o no polaritzat cap endavant. Si algun està polaritzat cap endavant, el cable de sortida compartit serà una petita caiguda de tensió directa dins de l'entrada del díode polaritzat cap endavant.
Si no hi ha cap díode polaritzat cap endavant, cap díode proporcionarà corrent d'accionament per a la càrrega de la sortida (com ara una etapa lògica posterior). Per tant, la sortida requereix, a més, una resistència pull-up o pull-down (referenciada a positiu o negatiu) connectada a una font de tensió, de manera que la sortida pugui passar ràpidament i proporcionar un fort corrent de conducció quan no hi ha díodes polaritzats cap endavant.

Circuit de díode que implementa AND en lògica activa-alta. Nota: en la implementació analògica, els corrents de sortida exactes seran diferents del subministrament de +5V.

### Porta lògica OR activa-alta
Cada entrada es connecta a l'ànode d'un díode. Tots els càtodes estan connectats a la sortida, que té una resistència desplegable.
Si alguna entrada és alta, el seu díode estarà polaritzat cap endavant i conduirà el corrent i, per tant, augmentarà la tensió de sortida.
Si totes les entrades són baixes, tots els díodes tindran polarització inversa i, per tant, cap conduirà el corrent. La resistència desplegable baixarà ràpidament la tensió de sortida.

### Porta lògica AND activa-alta
Aquest circuit reflecteix la porta anterior: els díodes s'inverteixen de manera que cada entrada es connecta al càtode d'un díode i tots els ànodes es connecten junts a la sortida, que té una resistència pull-up.
Si alguna entrada és baixa, el seu díode estarà polaritzat cap endavant i conduirà el corrent i, per tant, baixarà la tensió de sortida.
Si totes les entrades són altes, tots els díodes tindran polarització inversa i, per tant, cap conduirà el corrent. La resistència de pull-up augmentarà ràpidament la tensió de sortida.

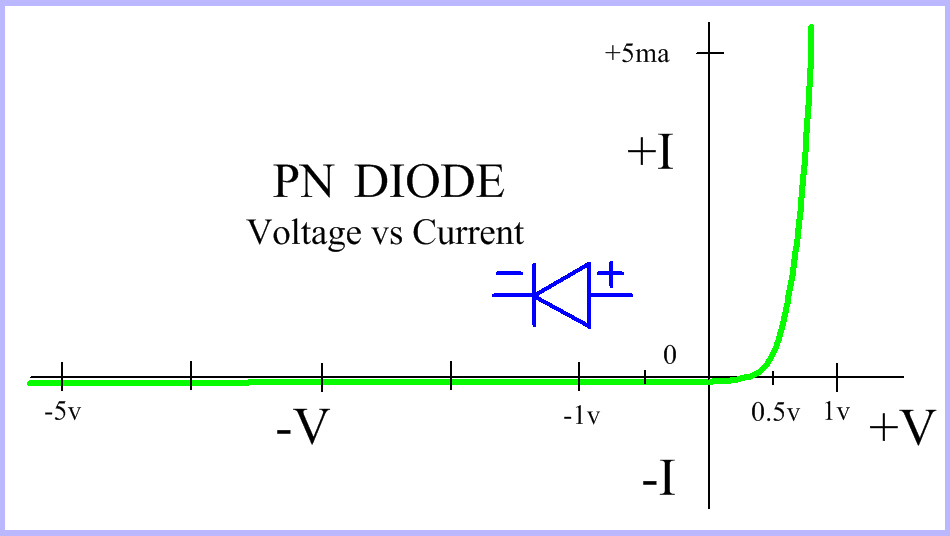
Corba corrent-tensió de la llei del díode.

### Consideracions sobre el díode real
Per simplificar, de vegades es pot suposar que els díodes no tenen caiguda de tensió ni resistència quan estan polaritzats en directe i resistència infinita quan estan polaritzats inversament. Però els díodes reals s'aproximen millor amb l'equació del díode de Shockley, que té una relació exponencial corrent-tensió més complicada anomenada llei del díode.